# San Simpliciano
Simpliciano, conosciuto anche come Simpliciano di Milano (Beverate di Brivio, 320 circa – Milano, 401), fu arcivescovo di Milano dal 397 fino alla sua morte, succedendo nella cattedra episcopale a Sant'Ambrogio. È venerato come santo dalla chiesa cattolica.

## Biografia
Il legame tra Simpliciano e Ambrogio fu sempre riconosciuto come molto forte: fu infatti quest'ultimo, quando ancora stava preparandosi a ricevere il battesimo, a incaricare l'allora sacerdote Simpliciano di completare la sua istruzione religiosa. 
Simpliciano svolse lo stesso ruolo nell'esperienza religiosa di Agostino da Ippona, che grazie a lui fu spinto alla carriera religiosa.
Il rapporto tra i due fu sempre costante e attivo anche sotto l'aspetto intellettuale ed epistolare, in particolare da quando Agostino si trasferì nella propria sede episcopale africana di Ippona.
Di origine romana, Simpliciano viene dunque ricordato essenzialmente per essere stato un gran catechista, nato da genti cristiane e cristiano egli stesso per tutta la propria vita. Dopo diversi anni impegnati negli studi classici e nei viaggi, venne ordinato sacerdote, divenendo rinomato conversore da quando riuscì a cristianizzare la fede dell'intellettuale Gaio Mario Vittorino.
Fu sant'Ambrogio stesso, morendo il 4 aprile 397, a volere Simpliciano quale suo successore, sebbene egli avesse quasi ottant'anni, dando vita a un episcopato di appena quattro anni, sul quale si hanno poche notizie.
Simpliciano si batté perché Milano rimanesse capitale dell'Impero d'Occidente, quando il romano Stilicone propose di riportare il centro del potere a Roma.
La data precisa della sua morte è ad oggi sconosciuta.

## Culto
Simpliciano fu immediatamente venerato come un santo, e il suo corpo venne riposto nell'atrio della Basilica Virginum, intitolata poi al suo nome.
Nella diocesi di Milano la sua memoria si celebra il 14 agosto, ma la sua ricorrenza nel Martirologio romano è riportata al 15 agosto: 
(Martirologio Romano)